# Rabutinage
Le rabutinage, mot forgé par Mme de Sévigné dans sa Correspondance à partir du nom de sa famille, « Rabutin », désigne un ensemble de caractéristiques propres à cette famille en ce qui concerne à la fois les valeurs partagées (le courage, la gloire militaire, le raffinement, l'art de bien vivre indissociable d'un art du bien dire) et la communauté d’esprit que cette convergence de valeurs implique.

## Origine et définitions
Le mot « rabutinage » apparaît pour la première fois dans la lettre du 26 juillet 1668 que Mme de Sévigné désigne à son cousin Bussy-Rabutin, lui-même écrivain :
« Je ne vous dis point l’intérêt extrême que j’ai toujours pris à votre fortune ; vous croiriez que ce serait le rabutinage qui en serait la cause, mais non, c’était vous. »
Cette lettre rend compte d’une des brouilles qui ont parfois installé entre les deux cousins un véritable silence épistolaire. Mme de Sévigné reproche notamment à son cousin d’avoir produit dans son Histoire amoureuse des Gaules (roman satirique écrit entre 1659 et 1662 qui consiste en une succession de portraits de personnages du temps destinés à égayer la maîtresse de Bussy et qui, tombé entre les mains de l’indiscrète Mme de la Baume, connaît une publicité involontaire) un portrait d’elle offensant. À ce titre, elle renomme ingénieusement l'Histoire amoureuse des Gaules le « mémoire de mes défauts » (Correspondance, I, p. 92). Voilà comment elle exprime son désarroi et sa colère à l’égard de l’imprudence et la légèreté de son cousin :
« Être dans les mains de tout le monde, se trouver imprimée, être le livre de divertissement de toutes les provinces, où ces choses-là font un tort irréparable, se rencontrer dans les bibliothèques, et recevoir cette douleur, par qui ? »
La marquise termine néanmoins sa lettre en montrant à Bussy qu'elle ne lui en tient plus vraiment rigueur. Dans ce contexte, la mention du terme rabutinage prend tout son sens, et entend ériger les liens forts de la parenté rabutine en un véritable concept. Ce mot désigne donc un ensemble de caractéristiques propres à la famille des Rabutin dont Bussy et sa cousine se font les plus assidus hérauts. On trouve en effet dans la Correspondance toute une série de valeurs et de traits rattachés à cette illustre famille, dont Bussy se fait le généalogiste, et qui composent le tableau presque mythique d’un clan. Ainsi dans l’extrait suivant, Mme de Sévigné feint de craindre de n’être pas à la hauteur du rang :
« Il y a des temps dans la vie bien difficiles à passer, mais vous avez du courage au-dessus des autres, et (comme dit le proverbe) Dieu donne la robe selon le froid. Pour moi, je ne sais comme vous m’avouez dans votre rabutinage. Je suis une petite poule mouillée, et je pense quelquefois : « Mais si j’avais été un homme, aurais-je fait cette honte à une maison où il semble que la valeur et la hardiesse soient héréditaires ? » (23 octobre 1683, À Bussy)
La feinte revient ici à louer le courage de son cousin. Dans d’autres contextes, il s’agit de célébrer la perpétuation du sang rabutin :
(parlant de sa nièce de Coligny) : « Elle est grosse de neuf mois. Voyez si vous voulez écrire un petit mot en faveur du rabutinage ; cela se mettra sur mon compte. » (6 juillet 1676 à Madame de Grignan)

## Usage littéraire
Mais la lecture de la Correspondance nous montre que par rabutinage, Mme de Sévigné n’entend pas seulement revendiquer la grandeur de son nom et de son sang. Elle fait du terme un usage littéraire qui marquera la postérité, au même titre que le terme rabutinade. Mme de Sévigné use en effet souvent du nom dans ses exercices de création langagière : ainsi forge-t-elle le féminin « Grignanes » à partir du nom Grignan, et l’adverbe « rabutinement » que Monmerqué relève dans le lexique de son édition des Lettres.
Le terme rabutinage, parce qu’il s’inscrit dans tout un réseau de noms détournés et/ou dérivés sous la plume de la marquise, ne signifie pas seulement l’appartenance à une famille, mais aussi des pratiques culturelles et un tempérament qui lui sont associés.
Ces pratiques se caractérisent dans la Correspondance, et surtout dans les lettres échangées avec Bussy, par une certaine façon de concevoir le lien qui unit des individus liés par l’esprit. Par rabutinage, Mme de Sévigné et Bussy-Rabutin entendent tout à la fois cet amour de l’esprit piquant, vif et rapide, de l’échange bien senti, de l’intercompréhension sans méprise et l’espace textuel, en l’occurrence épistolaire, dans lequel cet amour est amené à s’exprimer et se déployer.
Dans deux passages-clés pour définir le rabutinage comme pratique mondaine et littéraire, les deux cousins donnent tour à tour une définition littéraire qui suppose bien la création d’une communauté d’esprits dans laquelle règnent la transparence et la brillance du verbe :
- Dans la lettre du 7 septembre 1668, Bussy écrit : « Ne trouvez-vous pas que c’est grand dommage que nous ayons été brouillés quelque temps ensemble, et que cependant il se soit perdu des folies que nous aurions relevées et qui nous auraient réjouis ? Car, bien que nous ne soyons pas demeurés muets chacun de notre côté, il me semble que nous nous faisons valoir l’un l’autre, et que nous nous entredisons des choses que nous ne nous disons pas ailleurs. »
- Dans la lettre à Bussy du 16 mai 1672, Mme de Sévigné écrit : « Il faudrait que je fusse bien changée pour ne pas entendre vos turlupinades, et tous les bons endroits de vos lettres. Vous savez bien, Monsieur le Comte, qu’autrefois nous avions le don de nous entendre avant que d’avoir parlé. L’un de nous répondait fort bien à ce que l’autre avait envie de dire ; et si nous n’eussions point voulu nous donner le plaisir de prononcer assez facilement des paroles, notre intelligence aurait quasi fait tous les frais de la conversation. Quand on s’est si bien entendu, on ne peut jamais devenir pesant. C’est une jolie chose à mon gré que d’entendre vite ; cela fait voir une vivacité qui plaît, et dont l’amour-propre sait un gré non pareil. »

Dans sa note 3 p. 943 de l’édition La Pléiade tome I, Roger Duchêne remarque que Bussy « reviendra souvent sur cet accord dans le rabutinage ; il explique que la correspondance ait continué, malgré brouilles et querelles. » Le rabutinage permet donc la continuité du lien familial, épistolaire et littéraire entre deux esprits accordés. Pour Roger Duchêne, cette pratique, « complicité dans l’esprit et le rire » a deux fonctions : « à la fois thème des Lettres et fondement de la correspondance ».
Ainsi Evelyne Bachellier résume-t-elle la fonction de ce rabutinage pratiqué dans l’enthousiasme par les deux écrivains : « Très tôt compagnons d’armes dans le monde, ils excellaient dans le maniement de la parole, et cette souveraineté ils l’avaient baptisée, force du sang oblige, « rabutinage », l’art en somme de tirer droit, de « résonner » juste aux sollicitations des autres, bref d’avoir du répondant. »

## Postérité
Aujourd’hui, le terme rabutinage ne sort pas de son contexte sévignéen. Il n’est pas connu plus largement que pour désigner l’échange de propos vifs et piquants entre Bussy et sa cousine. Dès le XIXe siècle, Charles Nodier remarquait à l’article « Rabutinage » de son Examen critique des dictionnaires de la langue françoise le caractère non lexicalisé du terme :
« RABUTINAGE. Il faudra nous faire grâce une autre fois, dans tous les Dictionnaires du monde, de ce substantif formé du nom de Rabutin ; car, avec la faculté d’en faire autant sur tous les noms propres, les Dictionnaires n’en finiroient pas. Il a été employé par madame de Sévigné ; mais ce qui sied bien dans une lettre va très-mal dans un lexique. Ce n’est pas qu’un nom propre ne puisse fournir un bon substantif bien usité, comme un César, un Amphitryon, un Harpagon, un Cartouche ; mais il faut pour cela le sceau d’une grande autorité, celle du peuple, qui n’a lu ni l’Histoire amoureuse des Gaules, ni les Heures de la Cour. »
On trouve ainsi à l’article « Madame de Sévigné » de l’Encyclopédie Universalis la mention du terme rabutinage :
« On publie [Madame de Sévigné] parce qu’elle avait excellé à lui donner la réplique [à Bussy-Rabutin], dans un échange où ils se plaisaient tous deux à se sentir intelligents et spirituels : le “rabutinage”. »

### Lettres citées
- Lettre du 26 juillet 1668, À Bussy, op. cit., I, p. 91-95
- Lettre du 7 septembre 1668, De Bussy à Madame de Sévigné, op. cit., I, p. 104
- Lettre du 16 mai 1672, À Bussy, op. cit., I, p. 508-509
- Lettre du 6 juillet 1676, À Madame de Grignan, op. cit., II, p. 335-336
- Lettre du 23 octobre 1683, À Bussy, op. cit., III, p. 115-116